# خطوات البحث عن المعلومات
في علم المكتبات والمعلومات، عملية البحث عن المعلومات (ISP) هي عملية من ست مراحل لسلوك البحث عن المعلومات. تم اقتراح ISP لأول مرة من قبل كارول كولثاو في عام 1991. يصف أفكار ومشاعر وأفعال الباحث، وغالبا ما يستخدم لوصف الطلاب.

## روابط خارجية
- Kuhlthau's Model of the Stages of the Information Process, reproduced from Seeking Meaning: A Process Approach to Library and Information Services, retrieved June 29, 2010.
- The 'information search process' revisited: is the model still useful?, retrieved October 15, 2010.